# Olympische Sommerspiele 1956/Leichtathletik – 1500 m (Männer)

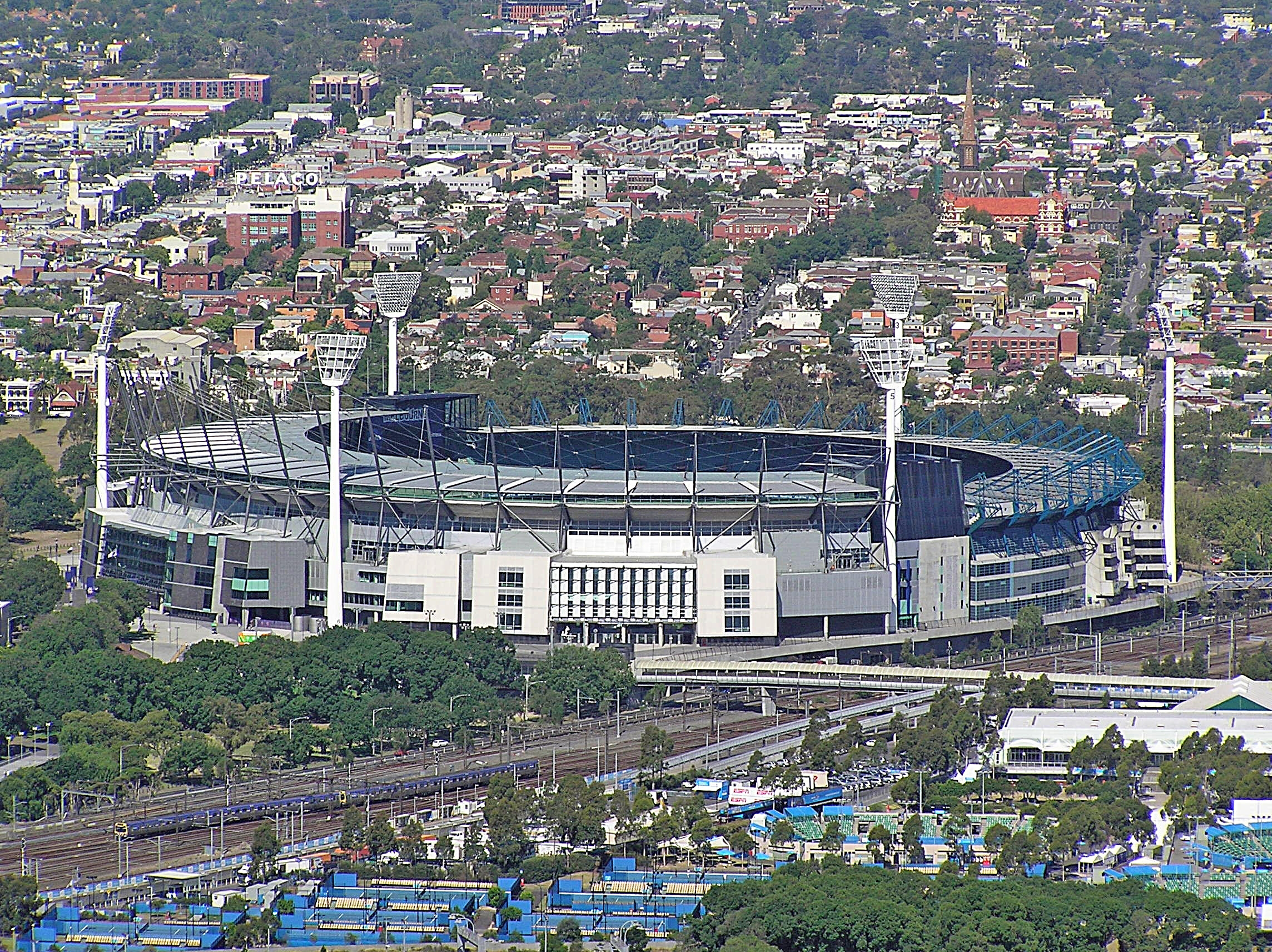
Melbourne Cricket Ground, Olympiastadion (hier im Jahr 2008)

Der 1500-Meter-Lauf der Männer bei den Olympischen Spielen 1956 in Melbourne wurde am 29. November und 1. Dezember 1956 im Melbourne Cricket Ground ausgetragen. 37 Athleten nahmen teil.
Olympiasieger wurde der Ire Ron Delany. Er gewann vor dem Deutschen Klaus Richtzenhain und dem Australier John Landy.
Schweizer und österreichische Athleten nahmen nicht teil. Zwei weitere deutsche Starter scheiterten in der Vorrunde: Günter Dohrow als Neunter in Lauf zwei und Siegfried Herrmann in Lauf drei, der das Rennen aufgeben musste.

## Rekorde

### Bestehende Rekorde
| Weltrekord         | 3:40,6 min | István Rózsavölgyi ( Ungarn) | Tata, Ungarn                 | 3. August 1956 |
| Olympischer Rekord | 3:45,2 min | Josy Barthel ( Luxemburg)    | Finale OS Helsinki, Finnland | 26. Juli 1952  |

### Rekordverbesserung
Der irische Olympiasieger Ron Delany verbesserte den bestehenden olympischen Rekord im Finale am 1. Dezember um vier Sekunden auf 3:41,2 min. Zum Weltrekord fehlten ihm nur sechs Zehntelsekunden.

## Durchführung des Wettbewerbs
Die Athleten traten am 29. November zu drei Vorläufen an. Die jeweils vier schnellsten Läufer – hellblau unterlegt – qualifizierten sich für das Finale, das am 1. Dezember stattfand.

## Zeitplan
29. November, 16.30 Uhr: Vorläufe

1. Dezember, 16.15 Uhr: Finale
Anmerkung: Alle Zeitangaben sind Ortszeit von Melbourne (UTC + 10)

## Vorläufe
Datum: 29. November 1956, ab 16:30 Uhr

### Vorlauf 1

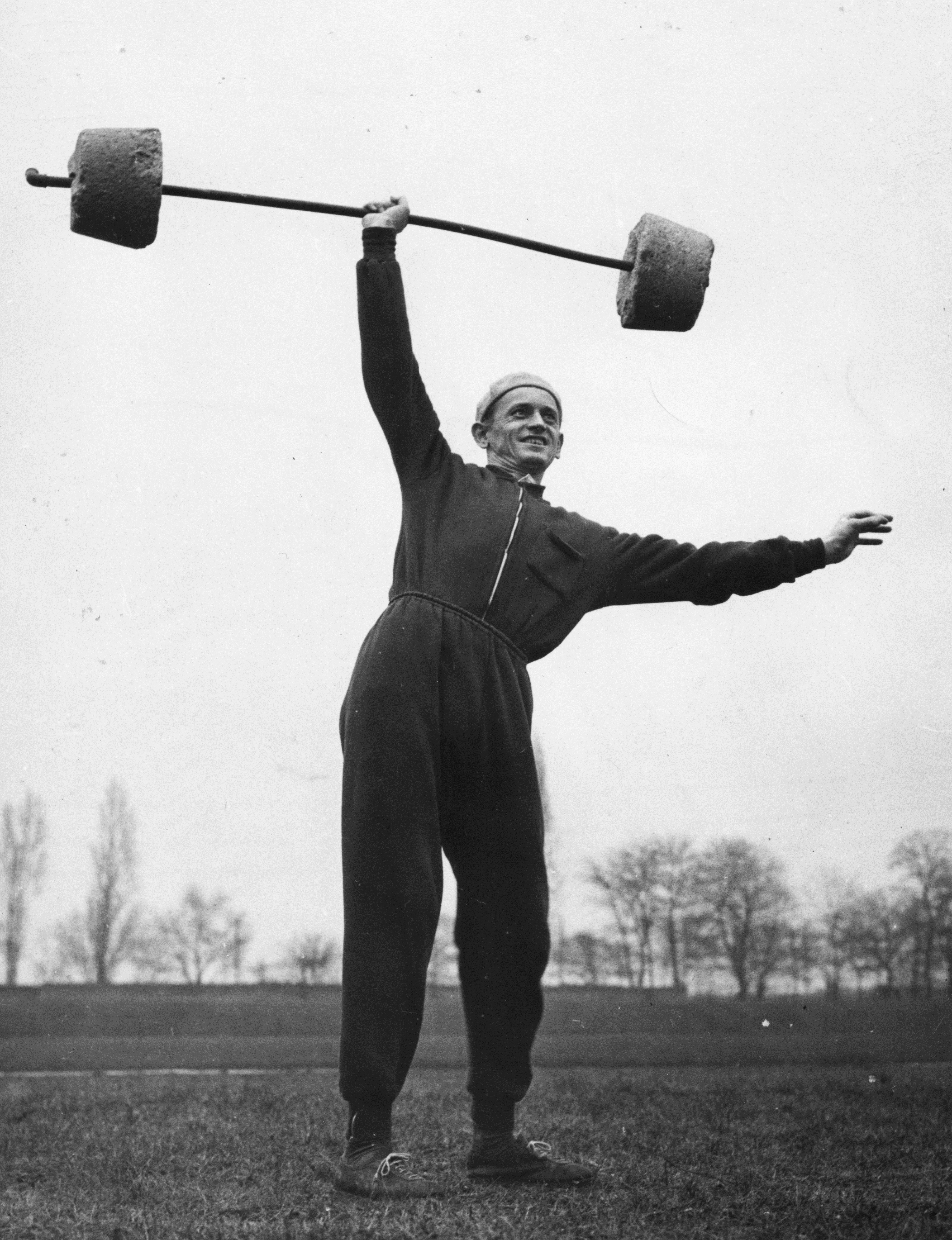
Weltrekordhalter István Rózsavölgyi (hier mit einem Gewicht im Jahr 1961) – ausgeschieden als Fünfter des ersten Vorlaufs
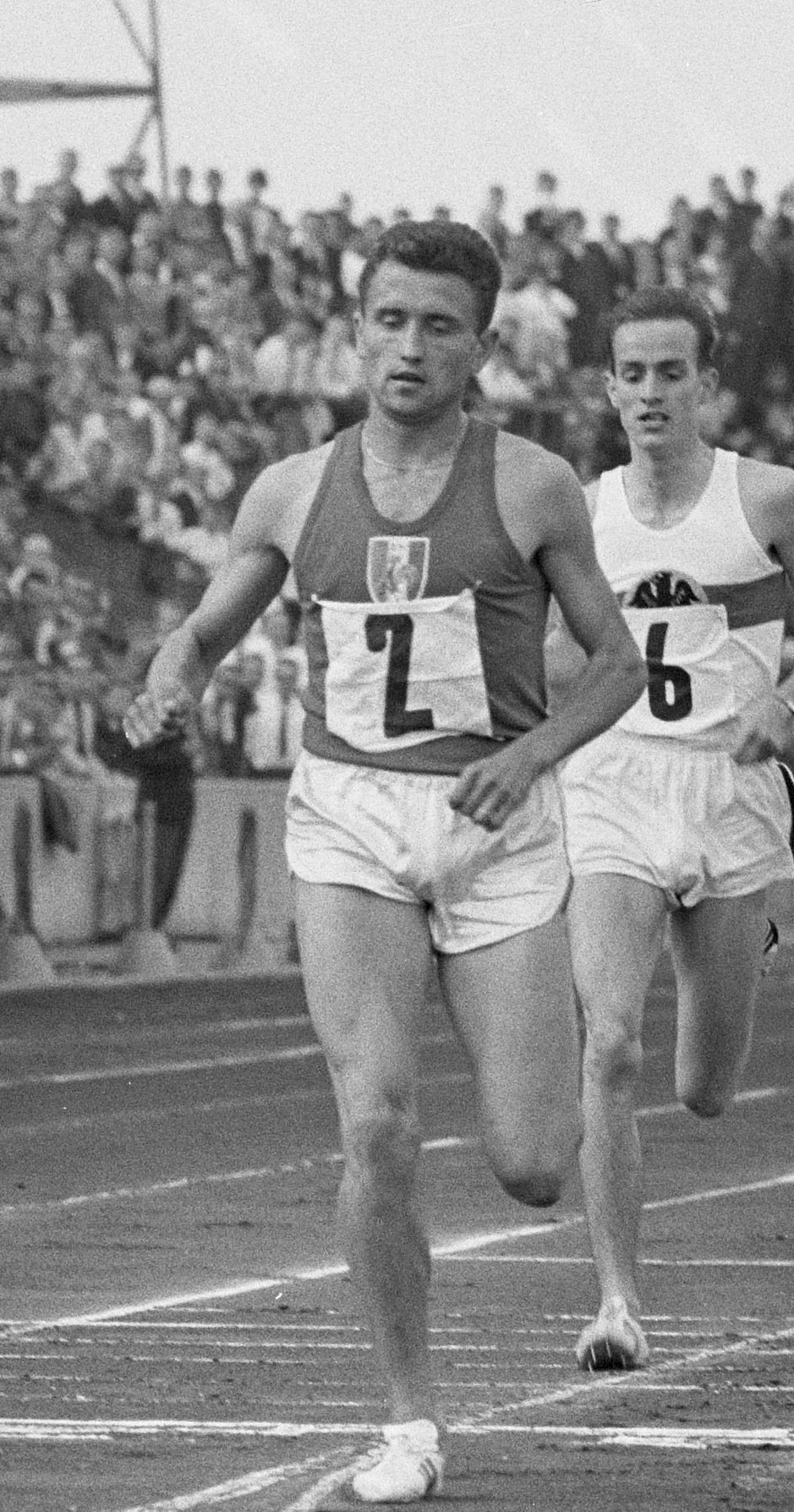
Michel Jazy (Foto von 1963: Jazy vor Harald Norpoth) – ausgeschieden als Siebter des ersten Vorlaufs

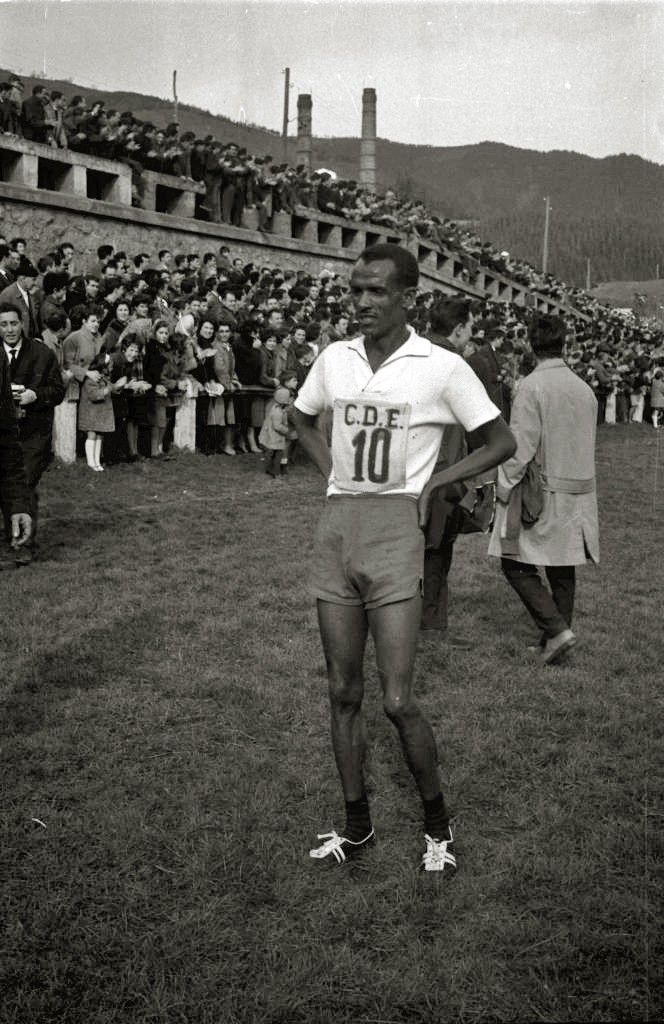
Mamo Wolde (später unter anderem Marathon-Olympiasieger von 1968) – ausgeschieden als Elfter des ersten Vorlaufs

| Platz | Name                     | Nation           | Offizielle Zeit handgestoppt | Inoffizielle Zeit elektronisch |
| ----- | ------------------------ | ---------------- | ---------------------------- | ------------------------------ |
| 1     | Klaus Richtzenhain       | Deutschland      | 3:46,6 min                   | 3:46,76 min                    |
| 2     | Stanislav Jungwirth      | Tschechoslowakei | 3:46,6 min                   | 3:46,79 min                    |
| 3     | Ian Boyd                 | Großbritannien   | 3:47,0 min                   | 3:47,13 min                    |
| 4     | Murray Halberg           | Neuseeland       | 3:47,2 min                   | 3:47,39 min                    |
| 5     | István Rózsavölgyi       | Ungarn           | 3:49,4 min                   | 3:49,54 min                    |
| 6     | André Ballieux           | Belgien          | 3:49,8 min                   | 3:49,94 min                    |
| 7     | Michel Jazy              | Frankreich       | 3:50,0 min                   | 3:49,95 min                    |
| 8     | Ted Wheeler              | USA              | 3:50,1 min                   | 3:50,02 min                    |
| 9     | Jonas Pipynė             | Sowjetunion      | 3:50,6 min                   | 3:50,86 min                    |
| 10    | Josy Barthel             | Luxemburg        | 3:50,6 min                   | 3:50,64 min                    |
| 11    | Mamo Wolde               | Äthiopien        | 3:51,0 min                   | k. A.                          |
| DNS   | Joseph Narmah            | Liberia          |                              |                                |
| DNS   | Jim Bailey               | Australien       |                              |                                |
| DNS   | Dimitrios Konstantinidis | Griechenland     |                              |                                |
| DNS   | Phol Jaiswang            | Thailand         |                              |                                |

- Mamo Wolde (später unter anderem Marathon-Olympiasieger von 1968) – ausgeschieden
als Elfter des ersten Vorlaufs

### Vorlauf 2
| Platz | Name               | Nation         | Offizielle Zeit handgestoppt | Inoffizielle Zeit elektronisch |
| ----- | ------------------ | -------------- | ---------------------------- | ------------------------------ |
| 1     | Merv Lincoln       | Australien     | 3:45,4 min                   | 3:45,63 min                    |
| 2     | Ken Wood           | Großbritannien | 3:46,6 min                   | 3:46,90 min                    |
| 3     | Ron Delany         | Irland         | 3:47,4 min                   | 3:47,48 min                    |
| 4     | László Tábori      | Ungarn         | 3:48,0 min                   | 3:48,21 min                    |
| 5     | Ingvar Ericsson    | Schweden       | 3:49,0 min                   | 3:49,20 min                    |
| 6     | Jewgeni Sokolow    | Sowjetunion    | 3:49,2 min                   | 3:49,27 min                    |
| 7     | Evangelos Depastas | Griechenland   | 3:52,0 min                   | 3:51,79 min                    |
| 8     | Olavi Salsola      | Finnland       | 3:55,0 min                   | k. A.                          |
| 9     | Günter Dohrow      | Deutschland    | 3:58,0 min                   | k. A.                          |
| 10    | Ramón Sandoval     | Chile          | 3:58,1 min                   | k. A.                          |
| 11    | Don Bowden         | USA            | 3:59,7 min                   | k. A.                          |
| 12    | Émile Leva         | Belgien        | 4:06,0 min                   | k. A.                          |
| 13    | Sim Sang-ok        | Südkorea       | 4:09,0 min                   | k. A.                          |
| 14    | Mahmoud Jan        | Pakistan       | 4:15,0 min                   | k. A.                          |
| 15    | Somnuek Srisombat  | Thailand       | 4:06,0 min                   | k. A.                          |

### Vorlauf 3

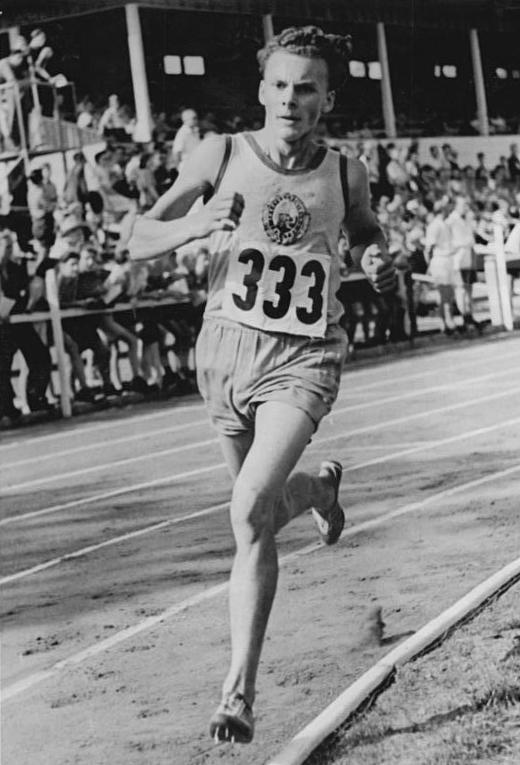
Siegfried Herrmann – im dritten Vorlauf nicht im Ziel

| Platz | Name                   | Nation         | Offizielle Zeit handgestoppt | Inoffizielle Zeit elektronisch |
| ----- | ---------------------- | -------------- | ---------------------------- | ------------------------------ |
| 1     | Neville Scott          | Neuseeland     | 3:48,0 min                   | 3:48,09 min                    |
| 2     | Brian Hewson           | Großbritannien | 3:48,0 min                   | 3:48,10 min                    |
| 3     | John Landy             | Australien     | 3:48,6 min                   | 3:48,67 min                    |
| 4     | Gunnar Nielsen         | Dänemark       | 3:48,6 min                   | 3:48,80 min                    |
| 5     | Dan Waern              | Schweden       | 3:48,8 min                   | 3:48,84 min                    |
| 6     | Gianfranco Baraldi     | Italien        | 3:52,0 min                   | 3:52,20 min                    |
| 7     | Sergei Suchanow        | Sowjetunion    | 3:53,0 min                   | 3:52,96 min                    |
| 8     | Jerome Walters         | USA            | 3:55,7 min                   | 3:55,60 min                    |
| 9     | Georgios Papavasileiou | Griechenland   | 3:57,0 min                   | 3:57,57 min                    |
| 10    | Eduardo Fontecilla     | Chile          | 3:58,6 min                   | 3:58,45 min                    |
| DNF   | Siegfried Herrmann     | Deutschland    |                              |                                |
| DNS   | Muhammad Anwar         | Pakistan       |                              |                                |
| DNS   | George Johnson         | Liberia        |                              |                                |
| DNS   | Audun Boysen           | Norwegen       |                              |                                |
| DNS   | Veliša Mugoša          | Jugoslawien    |                              |                                |

## Finale

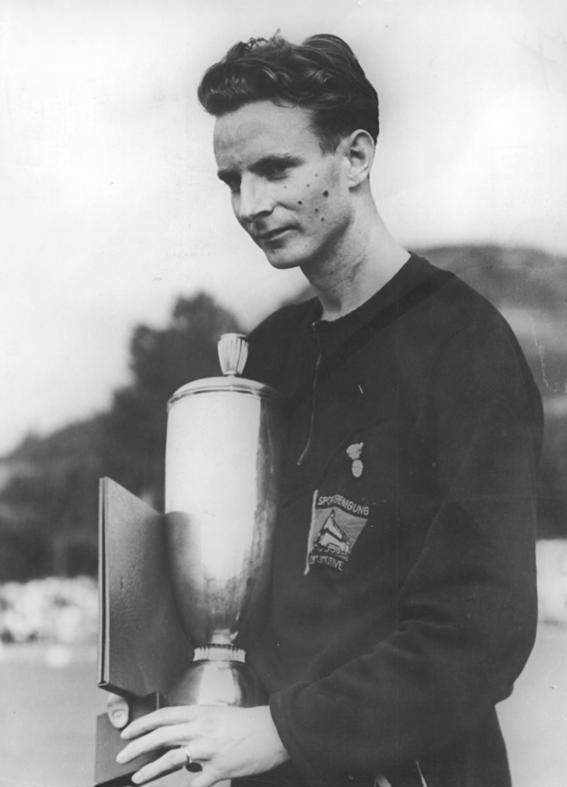
Silbermedaillengewinner Klaus Richtzenhain

Datum: 1. Dezember 1956, 16:15 Uhr
| Platz | Name                | Nation           | Offizielle Zeit handgestoppt | Inoffizielle Zeit elektronisch |
| ----- | ------------------- | ---------------- | ---------------------------- | ------------------------------ |
| 1     | Ron Delany          | Irland           | 3:41,2 min OR                | 3:41,49 min                    |
| 2     | Klaus Richtzenhain  | Deutschland      | 3:42,0 min                   | 3:42,02 min                    |
| 3     | John Landy          | Australien       | 3:42,0 min                   | 3:42,03 min                    |
| 4     | László Tábori       | Ungarn           | 3:42,4 min                   | 3:42,55 min                    |
| 5     | Brian Hewson        | Großbritannien   | 3:42,6 min                   | 3:42,69 min                    |
| 6     | Stanislav Jungwirth | Tschechoslowakei | 3:42,6 min                   | 3:42,80 min                    |
| 7     | Neville Scott       | Neuseeland       | 3:42,8 min                   | 3:42,87 min                    |
| 8     | Ian Boyd            | Großbritannien   | 3:43,0 min                   | 3:42,94 min                    |
| 9     | Ken Wood            | Großbritannien   | 3:44,3 min                   | 3:44,76 min                    |
| 10    | Gunnar Nielsen      | Dänemark         | 3:45,0 min                   | 3:45,58 min                    |
| 11    | Murray Halberg      | Neuseeland       | 3:45,2 min                   | 3:46,09 min                    |
| 12    | Merv Lincoln        | Australien       | 3:51,9 min                   | k. A.                          |

Roger Bannister, der 1954 als erster Mensch die Meile unter vier Minuten gelaufen war, hatte sich entschieden, hier in Melbourne nicht an den Start zu gehen. In der Zwischenzeit hatten vier weitere Athleten diese 4-Minuten-Marke unterboten: der Ungar László Tábori, die Briten Brian Hewson und Christopher Chataway sowie der Australier John Landy. Während Chataway nur über die 5000-Meter-Distanz antrat, qualifizierten sich die drei übrigen für den Endlauf, den der ungarische Weltrekordhalter István Rózsavölgyi überraschend verpasste.
Das Finale wurde zu Beginn vom Australier Lincoln angeführt. Dann lag Murray Halberg vorn – 400 m: 58,4 s / 600 m: 1:29,3 min. Ganz hinten lief der Ire Ronald Delaney. Das Feld blieb trotz des hohen Tempos lange zusammen. Hewson übernahm die Führungsposition bis zur Schlussgeraden – 800 m: 2:00,1 min / 1200 m: 3:01,3 min. Delaney hatte sich inzwischen nach vorne gearbeitet. Er flog an Hewson vorbei und gewann völlig überraschend die Goldmedaille. Dahinter musste Hewson drei weitere Läufer vorbeiziehen lassen. Der Deutsche Klaus Richtzenhain sicherte sich die Silbermedaille knapp vor Landy und Tábori.
Delaney verbesserte den olympischen Rekord um genau vier Sekunden und verfehlte den Weltrekord nur um sechs Zehntelsekunden.
Ronald Delaney errang den ersten irischen Olympiasieg über 1500 Meter. Es war der erste irische Olympiasieg nach 24 Jahren.

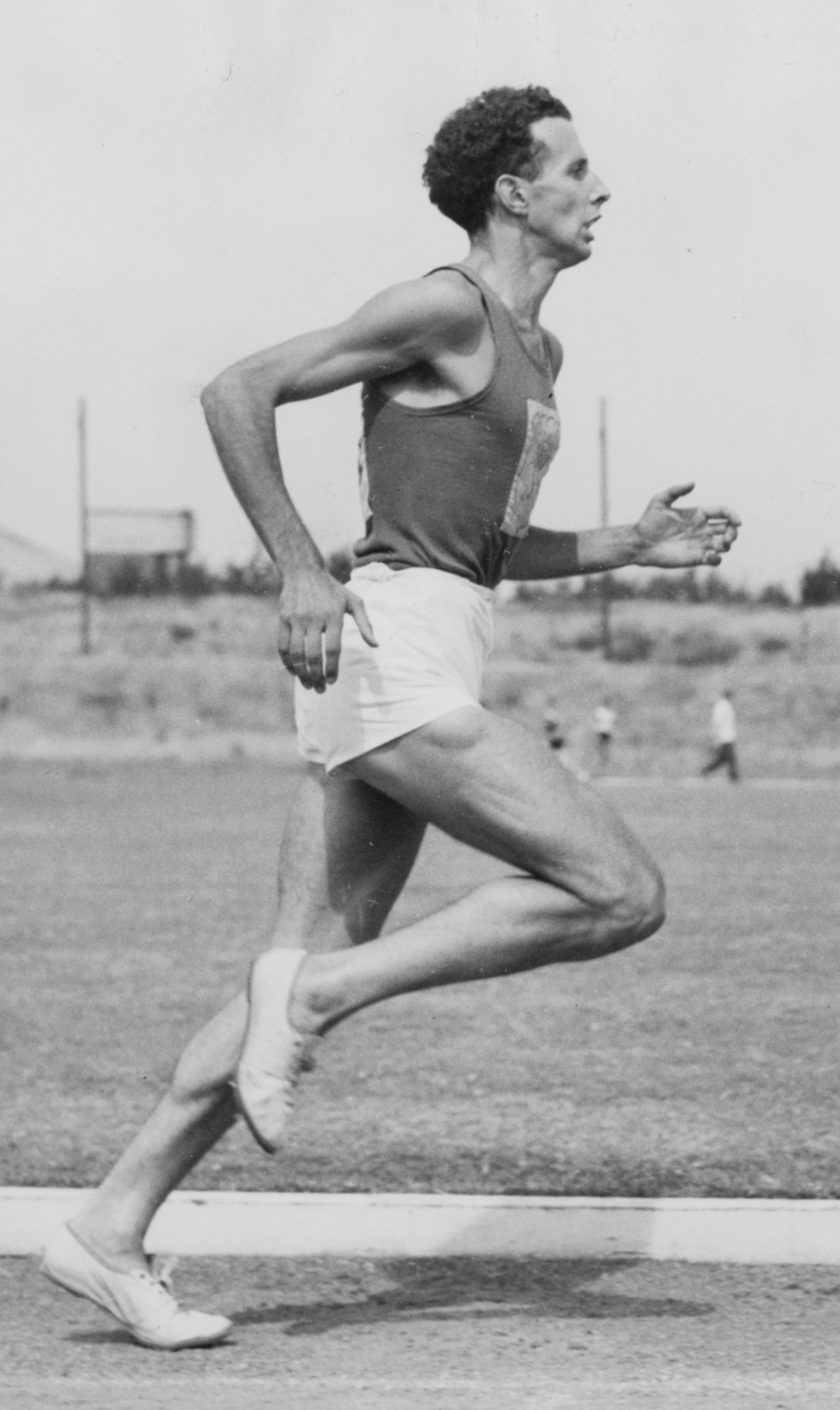
Bronzemedaillengewinner John Landy
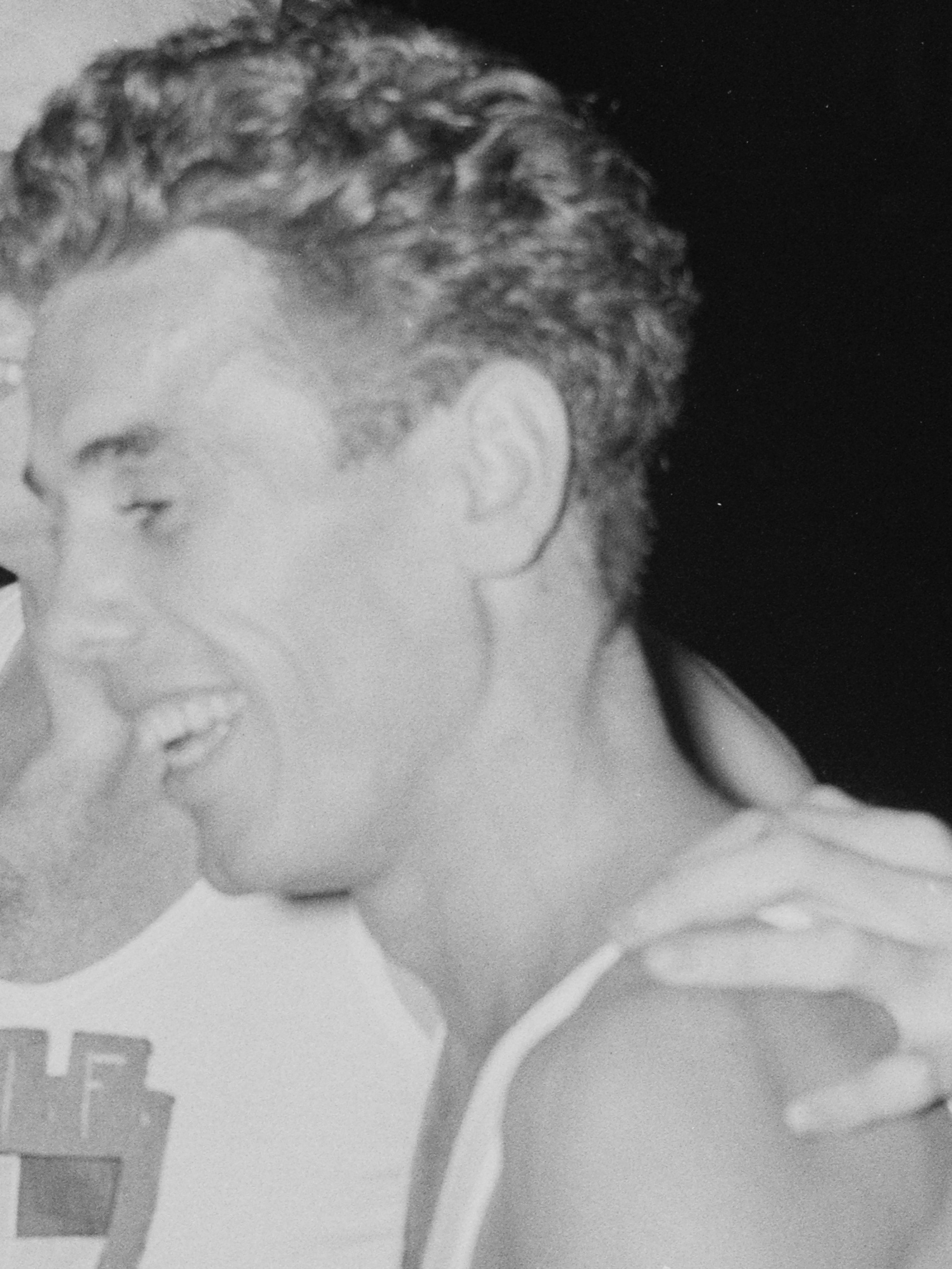
Rang vier für László Tábori
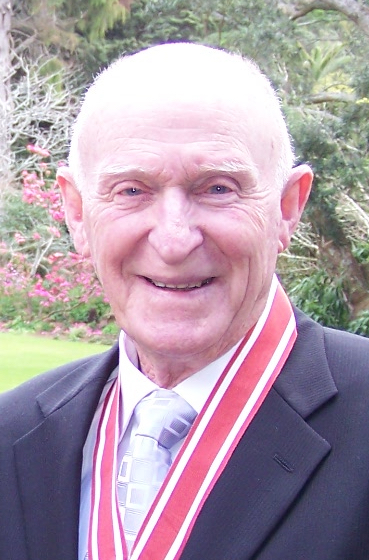
Murray Halberg (hier im Jahr 2008), 1960 Olympiasieger über 5000 Meter, kam auf den elften Platz

## Videolinks
- lt 1500m olympic final 1956, youtube.com, abgerufen am 2. Oktober 2017
- 1956, Ronnie Delany, Olympic Games, 1500m Final, (Complete & in full color), youtube.com, abgerufen am 2. Oktober 2017
- Melbourne 1956 Official Olympic Film - Part 3 | Olympic History, Bereich: 13:23 min bis 16:22 min, youtube.com, abgerufen am 13. August 2021